# Bjurå
Bjurå är en by i Luleå kommun. Byn ligger 50 km nordost om Boden, längs järnvägssträckningen Haparandabanan. 
Bjurå har en aktiv amatörteatergrupp som håller årliga nyårsrevyer i det nyupprustade Folkets Hus.
I Forsnäs ligger Forsnäs kapell, järnvägsstationen brann ned på 1980-talet. Under 2017 lade Skanova ner det kopparbaserade telenätet på orten.